# Maj Schneider
Maj Schneider (* 29. August 2007 in Freiburg im Breisgau) ist eine deutsche Fußballspielerin. Seit Juli 2021 gehört sie dem Kader des SC Freiburg an und ist seit dem Jahr 2022 Juniorennationalspielerin.

## Karriere

### Vereine
Schneider begann in Leioa, einer Gemeinde im Ballungsraum von Bilbao an der Bizkaia im nordspanischen Baskenland das Fußballspielen. Bei Leioako Emakumeak, der Frauenabteilung des dort ansässigen Vereins SD Leioa, durchlief sie zwischen 2012 und 2017 die Kategorien Prebenjamín (5–8 Jahre) und Benjamín (9–10 Jahre). Im Jahr 2017 kam sie zu den D-Junioren der Sportfreunde Elzach-Yach in Elzach im baden-württembergischen Landkreis Emmendingen, ehe sie im Jahr 2020 in das Team der C-Junioren des Freiburger FC wechselte. Im weiteren Verlauf gelangte sie in die B-Jugendmannschaft des SC Freiburg, für die sie von 2021 bis 2023 in der Staffel Süd der B-Juniorinnen-Bundesliga insgesamt zwölf Punktspiele bestritt und in ihrer letzten Saison zwei Tore erzielte.
Zur Saison 2023/24 rückte sie in die zweite Mannschaft auf, für die sie in der drittklassigen Regionalliga Süd in sieben Punktspielen eingesetzt wurde. Ihr Debüt im Seniorinnenbereich gab sie am 3. März 2024 (13. Spieltag) beim 2:0-Sieg im Auswärtsspiel gegen den Mehrspartensportverein TSV Neuenstein aus Baden-Württemberg als Einwechselspielerin in der 60. Minute. Am vorletzten Spieltag der Bundesliga, am 13. Mai 2024, spielte sie das erste Mal in der höchsten Spielklasse für die erste Mannschaft. Bei der 2:4-Niederlage im Auswärtsspiel gegen Eintracht Frankfurt wurde sie für Hasret Kayikçi in der 82. Minute eingewechselt. Zur Saison 2024/25 stieg sie fest in den Kader der Bundesligamannschaft auf. Beim 2:0-Heimsieg gegen den 1. FC Köln im Februar 2025 stand sie erstmals in der Startelf und erzielte zugleich ihr erstes Bundesligator.

### Auswahl-/Nationalmannschaft
Schneider kam als Spielerin der U16-Auswahlmannschaft des Südbadischen Fußballverbandes vom 9. bis 11. April 2022 im Turnier um den DFB-Länderpokal an der Sportschule Wedau in Duisburg zum Einsatz.
Als Nationalspielerin debütierte sie in der U15-Nationalmannschaft des DFB, die sich am 12. Juni 2022 in Schalkhaar, einem Ort in der Gemeinde Deventer, im Testspiel gegen die U15-Nationalmannschaft der Niederlande torlos trennte. Noch im selben Jahr bestritt sie erstmals Länderspiele für die U17-Nationalmannschaft. Sie kam am 6. und 9. September 2022 jeweils in Hanau in zwei Test-Begegnungen mit der U17-Nationalmannschaft Italiens zum Einsatz; die erste wurde mit 3:1 gewonnen, die zweite mit 2:3 verloren.
Sie kam in der ersten Qualifikationsrunde der Gruppe 5 für die Europameisterschaft 2023 in Estland gegen die U17-Nationalmannschaft der Türkei zum Einsatz. Beim 9:1-Sieg am 19. Oktober 2022 im slowenischen Krško erzielte sie mit dem Treffer zum 7:1 in der 71. Minute sogleich ihr erstes Länderspieltor. Mit der Mannschaft nahm sie anschließend auch an der Endrunde teil und wurde in allen drei Spielen der Gruppe A eingesetzt.